# Padiglione della Cassa per il Mezzogiorno
Il padiglione della Cassa per il Mezzogiorno si trova all'interno della Fiera Campionaria della Sardegna. È stato realizzato nel 1953 per la divulgazione dell'attività della Cassa per il Mezzogiorno in Sardegna, su progetto di Adalberto Libera.
Attualmente la struttura ha una fisionomia diversa da quella originaria ed è nota anche come Sala Figari, in quanto ospita un grande dipinto di Filippo Figari.

## Descrizione
Con la collaborazione dell'ingegnere Giovanni Girardet, Libera realizza una particolare struttura caratterizzata per l'innovativa invenzione di una "tenda" in cemento, ovvero una copertura in cemento armato caratterizzata per due vele piegate, con le pareti inferiori aperte, tali da garantire un'ampia ventilazione e uno spazio ombreggiato. 
La pianta dall'opera è un quadrato di 26 metri per lato. Nel 1973 si decide di optare per una radicale ristrutturazione, a causa di alcuni problemi strutturali.
Così Ubaldo e Roberto Badas decidono di chiudere le pareti aperte, diventando il padiglione una specie di sala conferenze. Oggi è chiamato sala Figari poiché la sala ospita il dipinto La sagra di San Costantino (1927), situato nel Padiglione sardo della Fiera di Milano fino al 1940.